# Список плазунів Гренади
Цей список є списком видів плазунів, спостережених на території Гренади. Він включає 20 видів, у тому числі 5 черепах, 11 ящірок та 4 види змій.

## Позначки
Теги, що використовуються для виділення охоронного статусу кожного виду за оцінками МСОП:
| EX | Extinct               | Зниклий                          |
| CR | Critically Endangered | Перебуває під критичною загрозою |
| EN | Endangered            | Перебуває під загрозою           |
| VU | Vulnerable            | Уразливий                        |
| NT | Near Threatened       | Близький до загрозливого стану   |
| LC | Least Concern         | У найменшій загрозі              |
| DD | Data Deficient        | Відомості недостатні             |
| NE | Not Evaluated         | Види з недослідженим статусом    |

Інші теги, що використовуються для виділення окремих видів:
| E  | Endemic    | Ендемічний вид   |
| I  | Introduced | Інтродукований   |
| Ex | Extirpated | Вимер на Гренаді |

## Ряд Черепахи (Testudines)
З 356 видів черепах на Гренаді трапляється 5 видів.

### Родина Сухопутні черепахи (Testudinidae)
| Українська назва                          | Латинська назва        | Автор таксона | Охоронний статус МСОП | Теги | Зображення |
| Ряд: Черепахи (Testudines)                |                        |               |                       |      |            |
| Родина: Сухопутні черепахи (Testudinidae) |                        |               |                       |      |            |
| Черепаха вугільна                         | Chelonoidis carbonaria | (Spix, 1824)  | VU                    | І    |            |

### Родина Морські черепахи (Cheloniidae)
| Українська назва                       | Латинська назва        | Автор таксона    | Охоронний статус МСОП | Теги | Зображення |
| Ряд: Черепахи (Testudines)             |                        |                  |                       |      |            |
| Родина: Морські черепахи (Cheloniidae) |                        |                  |                       |      |            |
| Логгерхед                              | Caretta caretta        | (Linnaeus, 1758) | VU                    |      |            |
| Зелена черепаха                        | Chelonia mydas         | (Linnaeus, 1758) | EN                    |      |            |
| Бісса                                  | Eretmochelys imbricata | (Linnaeus, 1766) | CR                    |      |            |

### Родина Безщиткові черепахи (Dermochelyidae)
| Українська назва                             | Латинська назва      | Автор таксона    | Охоронний статус МСОП | Теги | Зображення |
| Ряд: Черепахи (Testudines)                   |                      |                  |                       |      |            |
| Родина: Безщиткові черепахи (Dermochelyidae) |                      |                  |                       |      |            |
| Шкіряста черепаха                            | Dermochelys coriacea | (Vandelli, 1761) | VU                    |      |            |

## Ряд Лускаті (Squamata)
До ряду відносять змій, ящірок та амфісбен. Відомо 10336 видів лускатих, з них в Гренаді трапляється 14 видів.

### Родина Геконові (Gekkonidae)
| Українська назва              | Латинська назва         | Автор таксона            | Охоронний статус МСОП | Теги | Зображення |
| Ряд: Лускаті (Squamata)       |                         |                          |                       |      |            |
| Родина: Геконові (Gekkonidae) |                         |                          |                       |      |            |
|                               | Hemidactylus mabouia    | (Moreau de Jonnès, 1818) |                       | І    |            |
|                               | Thecadactylus rapicauda | (Houttuyn, 1782)         |                       |      |            |

### Родина Ігуанові (Iguanidae)
| Українська назва             | Латинська назва  | Автор таксона                 | Охоронний статус МСОП | Теги | Зображення |
| Ряд: Лускаті (Squamata)      |                  |                               |                       |      |            |
| Родина: Ігуанові (Iguanidae) |                  |                               |                       |      |            |
|                              | Anolis aeneus    | Gray, 1840                    |                       |      |            |
|                              | Anolis richardii | A.M.C. Duméril & Bibron, 1837 |                       |      |            |
| Ігуана звичайна              | Iguana iguana    | Linnaeus, 1758                |                       |      |            |

### Родина Теїди (Teiidae)
| Українська назва        | Латинська назва | Автор таксона  | Охоронний статус МСОП | Теги | Зображення |
| Ряд: Лускаті (Squamata) |                 |                |                       |      |            |
| Родина: Теїди (Teiidae) |                 |                |                       |      |            |
| Амейва звичайна         | Ameiva ameiva   | Linnaeus, 1758 | LC                    |      |            |

### Родина Гімнофтальмові (Gymnophthalmidae)
| Українська назва                          | Латинська назва | Автор таксона    | Охоронний статус МСОП | Теги | Зображення |
| Ряд: Лускаті (Squamata)                   |                 |                  |                       |      |            |
| Родина: Гімнофтальмові (Gymnophthalmidae) |                 |                  |                       |      |            |
|                                           | Bachia heteropa | (Wiegmann, 1856) |                       |      |            |

### Родина Сцинкові (Scincidae)
| Українська назва             | Латинська назва | Автор таксона    | Охоронний статус МСОП | Теги | Зображення |
| Ряд: Лускаті (Squamata)      |                 |                  |                       |      |            |
| Родина: Сцинкові (Scincidae) |                 |                  |                       |      |            |
|                              | Mabuya mabouya  | Bonnaterre, 1789 |                       | Ех   |            |

### Родина Сліпуни (Typhlopidae)
| Українська назва              | Латинська назва          | Автор таксона    | Охоронний статус МСОП | Теги | Зображення |
| Ряд: Лускаті (Squamata)       |                          |                  |                       |      |            |
| Родина: Сліпуни (Typhlopidae) |                          |                  |                       |      |            |
|                               | Amerotyphlops tasymicris | Bonnaterre, 1789 | EN                    | Е    |            |

### Родина Удавові (Boidae)
| Українська назва         | Латинська назва      | Автор таксона   | Охоронний статус МСОП | Теги | Зображення |
| Ряд: Лускаті (Squamata)  |                      |                 |                       |      |            |
| Родина: Удавові (Boidae) |                      |                 |                       |      |            |
|                          | Corallus grenadensis | (Barbour, 1914) |                       |      |            |

### Родина Полозові (Colubridae)
| Українська назва              | Латинська назва          | Автор таксона   | Охоронний статус МСОП | Теги | Зображення |
| Ряд: Лускаті (Squamata)       |                          |                 |                       |      |            |
| Родина: Полозові (Colubridae) |                          |                 |                       |      |            |
| Мусурана звичайна             | Clelia clelia            | Daudin, 1803    |                       | Ex   |            |
|                               | Erythrolamprus melanotus | (Shaw, 1802)    | LC                    | Ex   |            |
|                               | Mastigodryas bruesi      | (Barbour, 1914) |                       |      |            |
|                               | Pseudoboa neuwiedii      | (Duméril, 1854) |                       | Ex   |            |

## Ряд Крокодили (Crocodylia)
Відомо 21 вид крокодилів, з них в Гренаді трапляється 1 вид.

### Родина Крокодилові (Crocodylidae)
| Українська назва                   | Латинська назва   | Автор таксона | Охоронний статус МСОП | Теги | Зображення |
| Ряд: Крокодили (Crocodylia)        |                   |               |                       |      |            |
| Родина: Крокодилові (Crocodylidae) |                   |               |                       |      |            |
| Гостромордий крокодил              | Crocodylus acutus | Cuvier, 1807  | VU                    |      |            |